# Arthur Vichot
Arthur Vichot (Colombier-Fontaine, Doubs, 26 de novembre de 1988) és un ciclista francès que fou professional del 2010 al 2020. Durant la seva carrera esportiva va córrer als equips Groupama-FDJ i B&B Hotels-Vital Concept.

## Biografia
Com a ciclista amateur el 2008 guanyà el Tour de Charolais, el Circuit des 2 Provinces, i una etapa al Gran Premi Guillem Tell amb l'equip amateur francès. Els bons resultats obtinguts el 2009 li van permetre fitxar pel FDJ de cara a la temporada 2010. Com a professional destaquen els Campionats de França en ruta de 2013 i 2016 i el Tour de l'Ain de 2018.
És cosí de l'exciclista professional Frédéric Vichot.

## Palmarès
- 2008
  - 1r al Tour de Charolais
  - 1r al Circuit des 2 Provinces - Le Pertre
  - Vencedor d'una etapa al Gran Premi Guillem Tell
- 2009
  - 1r al Tour de Haut-Berry
  - Vencedor d'una etapa al Circuit de Saône-et-Loire
- 2010
  - Vencedor d'una etapa de la París-Corrèze
- 2011
  - 1r als Boucles del Sud Ardecha
  - 1r al Tour del Doubs
- 2012
  - Vencedor d'una etapa al Critèrium del Dauphiné
- 2013
  -  Campió de França en ruta
  - 1r al Tour de l'Alt Var
- 2014
  - Vencedor d'una etapa a la París-Niça
- 2016
  -  Campió de França en ruta
  - 1r al Tour de l'Alt Var i vencedor d'una etapa i de la classificació per punts
- 2017
  - 1r al Gran Premi d'Obertura La Marseillaise
  - 1r al Tour de l'Alt Var
- 2018
  - 1r al Tour de l'Ain i vencedor d'una etapa

### Resultats al Tour de França
- 2011. 104è de la classificació general
- 2012. 94è de la classificació general
- 2013. 66è de la classificació general
- 2014. Abandona (13a etapa)
- 2016. 78è de la classificació general
- 2017. Abandona (13a etapa)
- 2018. 41è de la classificació general

### Resultats a la Volta a Espanya
- 2010. Abandona (15a etapa)